# Tùng Lâm (kịch sĩ)
Tùng Lâm tên đầy đủ là Lâm Nguơn Phẩm (1 tháng 3 năm 1934 – 15 tháng 10 năm 2023) là nam nghệ sĩ hài nổi tiếng Việt Nam, được biết đến là một trong "Thất hài đế" của sân khấu hài miền Nam trước năm 1975 bên cạnh: Thanh Việt, Thanh Hoài, Xuân Phát, Phi Thoàn, Khả Năng, La Thoại Tân.

## Tiểu sử
Tùng Lâm tên thật là Lâm Nguơn Phẩm, sinh ngày 1 tháng 3 năm 1934 tại Sài Gòn, Liên bang Đông Dương, với tên thật là Lâm Nguơn Phẩm. Ông là con út trong gia đình 10 anh chị em, ngụ tại đường Trần Văn Thạch, cạnh chợ Tân Định, đối diện rạp Modern. Cha ông là một trạng sư có tiếng ở đô thành.
Thập niên 1940-50
Thuở nhỏ, vì gia cảnh khốn khó, ông thường theo bạn bè ngao du đàn hát kiếm kế sinh nhai, có lúc phiêu bạt sang tận Phnôm Pênh, rồi may mắn được nhạc sĩ mandoline dạy ca tân nhạc và chơi mandoline rất thiện nghệ. Năm 1948, Đài Pháp Á mở cuộc thi tuyển lựa ca sĩ nhí cho đài, cậu bé Lâm Ngươn Phẩm đoạt giải nhất với bài hùng ca An Phú Đông của tác giả Lê Bình. Tới năm 1952, ông lại chiếm giải nhất trong cuộc thi tuyển ca sĩ cho Đài Sài Gòn với bài tân nhạc Tiếng dân chài của tác giả Phạm Đình Chương. Tự bấy ông đổi nghệ danh thành Tùng Lâm (松林), ghép bằng họ của ông và tên một người bạn thân.

Tùng Lâm những năm 1950 tại Sài Gòn

Thập niên 1950, bộ ba Lam Phương - Vân Hùng - Tùng Lâm thường hát chung với nhau trong các buổi phát thanh tại Sài Gòn. Ban tam ca này trình diễn rất ăn ý các nhạc phẩm Khúc ca ngày mùa, Nhạc rừng khuya, Ô mê ly, Đoàn lữ nhạc, Ngựa phi đường xa, Khúc nhạc dưới trăng, Thiên Thai... Tuy nhiên, cả ba cũng cảm thấy rằng, nếu cứ mãi diễn với nhau với cùng phong cách thì sự nghiệp không tiến xa được. Ít lâu sau, Lam Phương chuyển hẳn sang sáng tác ca khúc, Vân Hùng làm kịch sĩ, còn Tùng Lâm do không chuyên được lĩnh vực nào nên thường tới các phòng trà và vũ trường tạm diễn những ca khúc "tếu" như: Cô Tây đen (Vũ Chấn), Rượu đế với khô mực (Lê Bình), Chỉa bài (Văn Trung)... Vào năm 1958, tại đại nhạc hội "Minh tinh - Quái kiệt" tổ chức trong khuôn viên dinh Norodom, biển quảng cáo trương tên ông với biệt hiệu Tiểu quái kiệt Tùng Lâm (小怪傑松林), tự bấy ông mới định hình được phong cách diễn xuất.
Thi thoảng, Tùng Lâm cũng được các hãng Mĩ Phương, Mĩ Vân, Lido... mời lồng tiếng Việt cho phim Hồng Kông, Đài Loan, Nhật Bản, Ấn Độ nhập cảng Việt Nam. Ông dù không được đào tạo chuyên môn nhưng đã học cách diễn xuất của các tài tử ngoại quốc, rồi qua cách lồng tiếng, ông học ở họ cách thể hiện tâm lý và dựa vào tình huống để phát sinh tiếng cười. Cùng Châu Kỳ và Duy Ngọc, ông được xếp vào tam đại bầu sô khi rất mát tay trong các chương trình tạp kĩ, thường gây cháy vé tại các rạp lớn Quốc Thanh, Olympia, Thanh Bình. Vào năm 1959, báo giới loan tin, trong một đại nhạc hội lộ thiên do Tùng Lâm và Lệ Liễu làm trùm trò, khán giả kéo đến coi khiến cầu Thị Nghè sập. Nhưng nhìn chung, đây là giai đoạn tương đối vất vả trong sự nghiệp ông.
| “                  | Tôi tranh luận suýt đánh nhau với Phi Thoàn, Khả Năng, Thanh Việt, Thanh Hoài, Xuân Phát... để đi tới thống nhất các miếng hài, làm sao để khán giả cười nhưng ý nghĩa trong sáng, mang tính giáo dục. Đối trọng với chúng tôi lúc đó là Ban tam ca AVT đàn anh, gồm: Anh Linh, Vân Sơn và Tuấn Đăng. Khi nhạc sĩ Anh Linh rời nhóm năm 1962, nghệ sĩ Hoàng Hải thay thế đã cho ra đời những ca khúc như: "Chúc xuân", "Vòng quanh chợ tết", "Tiên Sài Gòn", "Gái trai thời đại", "Lịch sử mái tóc huyền", "Mảnh bằng", "Ba ông bố vợ"... Chúng tôi dựa vào đó mà phát triển ý kịch để hình thành cách diễn "tiếu lâm hài hước", sau này gọi là tấu hài. | ” |
| — Nghệ sĩ Tùng Lâm | |   |

Thập niên 1960-70
Năm 1960, nghệ sĩ Tùng Lâm lập Ban tạp lục Tùng Lâm biểu diễn mọi loại hình nghệ thuật được công chúng ưa chuộng, đồng thời tiến hành đào tạo ca sĩ chuyên hát tại các phòng trà và đại nhạc hội. Từ bàn tay ông, hàng loạt nghệ sĩ thành danh như Trang Thanh Lan, Trang Mỹ Dung, Trang Kim Phụng, Trang Kim Yến, Giang Tử, Duy Phương, Phương Hoài Tâm, Phượng Mai, Kim Tuyến, Trần Quang Bình, Tùng Sơn, Thanh Hùng, Thế Linh. Ông tự hào chưa có danh hài nào thu lợi nhuận nhiều bằng ông với rất nhiều đầu lương: Quảng cáo, biểu diễn, sáng tác kịch bản, đóng phim, dạy học, viết báo, diễn kịch, hát cải lương, ca nhạc, dẫn chương trình, hoạt náo viên và làm bầu sô.
Tùng Lâm mướn rạp Quốc Thanh để mở đại nhạc hội Cù Lét biểu diễn hàng tuần, mời nhiều nghệ sĩ tài danh tham dự. Ông vừa làm bầu sô vừa lĩnh vai xướng ngôn viên cho các tiết mục. Trong một lần đánh bạc cháy túi, ông soạn bài Xập xám chướng theo điệu a-go-go để tự răn mình, sau được hãng Sóng Nhạc thâu dĩa, không ngờ bán chạy toàn quốc.
| “                               | Kính thưa cùng tàn thể quý dzị ! Tui - chú Sáu Mĩ Thuận, xin kính chúc cùng tàn thể quý dzị một năm dzui dzé, trọn năm được mạnh khóe, dáng người thêm đẹp đé, hưởng một năm mát mé, đời tươi tré và thân phe phé. Dzà sau đây tui xin giới thiệu cùng tàn thể quý dzị một ca sỉ trẻ tuổi gốc người Chung Goa, có biệt hiệu là Xìn Xúc Xích, trình bày bản nhạc Xập Xám Chướng của Tùng Lâm. Và đây ca sỉ Xìn Xúc Xích. [...] | ” |
| — Trích tiết mục Xập xám chướng | |   |

Giữa thập niên 1960, khi chính sách văn nghệ Việt Nam Cộng hòa được tự do hơn, nghệ sĩ Tùng Lâm bắt đầu đi đóng màn ảnh đại vĩ tuyến, thâu dĩa tấu hài và thi thoảng xuất hiện trên đài số 9. Ở lĩnh vực điện ảnh, nhà chế tác thường cố ý cài Tùng Lâm vào những vai hoạt ngôn, dù xuất hiện rất ngắn những lần nào cũng phải gây được tiếng cười ròn. Còn trên truyền hình, ông đấu thầu chương trình Tiếu vương hội làm đổi hẳn nhận thức của công chúng yêu văn nghệ Việt Nam về lối dựng kịch mục. Chương trình thường khai thác các tệ nạn xã hội hoặc truyện vặt gia đình lồng yếu tố khôi hài để làm tăng thị hiếu khán giả, đặc biệt trong bối cảnh chiến tranh lan rộng.

Tùng Lâm thời trẻ (khoảng cuối thập niên 1950 đầu những năm 1960)

Cuối giai đoạn này, khi trào lưu twist và a-go-go lụi tàn, Tùng Lâm cùng Túy Phượng và Tùng Giang lập Tam ca Muôn Phương, thường xuyên hoạt động trong gánh Dân Nam. Ban chọn lối ăn vận Nam Mỹ, trình diễn các ca khúc Latin sôi động: Tùng Lâm đánh guitar, Tùng Giang chơi congo, còn Túy Phượng lắc tamburan.
Sự nghiệp Tùng Lâm đạt đỉnh thịnh ở thập niên 1970, khi ông cùng Hoàng Mai, Khả Năng, Phi Thoàn, Thanh Hoài, Thanh Việt, Văn Chung (có báo thay Hoàng Mai, Văn Chung bằng La Thoại Tân, Xuân Phát) được báo chí mệnh danh là Thất hài đế, mà Tùng Lâm thường được xếp vị trí ưu ái nhất. Ông được đặt biệt danh Hề Lùn vì chỉ cao 1m54, nặng 49 cân, để phân biệt với các bạn diễn. Khi diễn chung, Tùng Lâm thường được sánh đôi với Khả Năng (Hề Mập) hoặc Thanh Việt (Hề Râu) để chọc cười bằng ngoại hình.
Trong thời kì phim màn ảnh đại vĩ tuyến lấn át mọi loại hình văn nghệ khác, tên tuổi Tùng Lâm đặc biệt được mến chuộng. Chỉ riêng với Tứ quái Sài Gòn, ông được mệnh danh là minh tinh quốc tế khi nhận được sự quan tâm của báo giới và khán giả khắp Á châu, Úc, Pháp và Bắc Mỹ. Hoạt cảnh Lã Bố hí Điêu Thuyền và Trận bóng tròn trong bộ phim này mà ông có nhiều đất diễn về sau được điện ảnh Hồng Kông và Đài Loan triệt để khai thác làm phong cách tấu hài đậm chất Á Đông. Theo Sina, trong quá trình dựng kịch bản Thiếu Lâm túc cầu, tổng đạo diễn Châu Tinh Trì đã nghiên cứu và áp dụng phương pháp gây cười trong thể thao của Tứ quái Sài Gòn, mà danh hề Tùng Lâm là tiêu biểu.
| “                                  | Tao tội nghiệp cho nó quá. Thất tình rồi, đờn hớt nổi rồi, bây giờ chèng ta bèn đi học thổi kèn Ấn Độ. Con nhỏ này mới bụi đời tối hôm qua hả ? Uổng quá, phải tao biết sớm thì tao tổ chức đêm không ngủ theo kiểu La Mã rồi. | ” |
| — Lời thoại phim Tuổi dại năm 1974 | |   |

Thập niên 1980-90
Sau sự kiện 30 tháng 04 năm 1975, sự nghiệp Tùng Lâm chùng xuống ít lâu, ông đành chuyên tâm vào việc đào tạo nghệ sĩ mới. Vào năm 1983, ông được cử làm phó Đoàn ca múa nhạc Hậu Giang. Suốt thập niên 1980 do bận công tác quản lý nên ông diễn ít dần và cũng không còn tung tẩy như trước nữa. Tới năm 1992, ông nghỉ hưu.
Tuy nhiên, trong thời kì thị trường băng từ phát triển rầm rộ, nghệ sĩ Tùng Lâm lại được các trung tâm băng nhạc đua nhau mời thâu hình các kịch phẩm vui. Ông quyết định tự soạn kịch bản và thực hiện loạt băng hài về nhân vật Hai Nhái (bắt chước vai Tư Ếch trước 1975) cũng do ông thủ diễn: Hai Nhái khoái thịt ngựa, Hai Nhái khoái vợ bé, Hai Nhái khoái rượu đế, Hai Nhái khoái số đề, Hai Nhái khoái kén rể, Hai Nhái khoái bắt cướp...
Từ năm 2005, do trải qua 4 lần đột quỵ, nghệ sĩ Tùng Lâm đành giã từ nghiệp diễn, chỉ thi thoảng xuất hiện trong các chương trình phỏng vấn của báo giới. Ông chọn quy ẩn trong một hẻm sâu đường Nguyễn Văn Đậu, quận Bình Thạnh, Sài Gòn.
| “                  | Tối qua, nằm mơ thấy Phi Thoàn, Khả Năng, Thanh Hoài về rủ tôi đi diễn. Ba người bạn thân hỏi, sao mày ham vui, ở hoài trên đó, hổng xuống dưới này cho có bạn có bè? Tôi giật mình, mồ hôi ướt đẫm, phải chăng đến lúc phải ra đi. Nguyện vọng của tôi trước khi nhắm mắt là muốn được một lần diễn cho những người Việt xa xứ, bởi vì chuyến lưu diễn kể trên do tình trạng sức khỏe nên tôi chưa thể thỏa mãn được lòng mến mộ của bà con bên ấy. Nhưng nếu chết thì tôi muốn được chết ở quê hương Việt Nam, bởi vì trong thời gian ở Mỹ tôi có đến viếng mộ nhạc sĩ Hoàng Thi Thơ, thấy ông ấy nằm đó cô đơn quá, lạc lõng quá. Tôi cũng đã đến thăm người bạn diễn thân thiết năm xưa: Danh hài La Thoại Tân ở viện dưỡng lão. Khi trở về Việt Nam, đọc báo biết tin La Thoại Tân qua đời. Tội quá! (khóc...). Tứ quái Sài Gòn: Khả Năng, Thanh Việt, La Thoại Tân chết hết rồi... Chị Túy Hoa, Phi Thoàn cũng "đi" rồi chỉ còn lại một "thằng quái" này (lại khóc...). | ” |
| — Nghệ sĩ Tùng Lâm | |   |

Tùng Lâm nhưng năm về già tại Thành phố Hồ Chí Minh

Ông qua đời ngày 15 tháng 10 năm 2023 vì tuổi cao sức yếu.

## Sự nghiệp
Ở mùa 1 chương trình Ký ức vui vẻ (2018-9), nghệ sĩ Thanh Bạch bộc bạch rằng, phong cách tấu hài trong ông dựa trên nền tảng những băng cassette thâu tiết mục của các nghệ sĩ gạo cội miền Nam mà ông hay coi thuở nhỏ, đặc biệt là thất hài đế.
Cải lương
- Gái điếm vợ hiền
- Đời con gái
- Người giết Chế Bồng Nga
- Tướng cướp Bạch Hải Đường (Ông cò quận 9)
- Gái tắm hơi
- Bí mật của nàng
- Bí mật của chàng
- Tuyệt tình ca (1-2-3)
- Đám cưới tréo ngoe (1991)

Thoại kịch
- Tàn cơn ác mộng... Thằng cùi
- Mua chút tình thương... ?
- Cây đàn bỏ quên... ?
- Tiếu vương hội (Đài truyền hình Việt Nam)
- PBN 82: Tiếu vương hội ngộ (Trung tâm Thúy Nga)

Điện ảnh
- Như hạt mưa sa (1970)... ?
- Nắng chiều (1971)... Anh lính tếu
- Con ma nhà họ Hứa (1972)... ?
- Tứ quái Sài Gòn (1972)... Hề Lùn
- Năm hiệp sĩ bất đắc dĩ (1972)... ?
- Trường tôi (1973)... Giám thị
- Năm vua hề về làng[6] (1974)... ?
- Tuổi dại (1974)... Vũ
- Quái nữ Việt quyền đạo (1974)... ?
- Bốn phù thủy sợ ma (1974)... ?
- Chân trời nơi ấy (1995)... Lão tá điền
- Bẫy tình (1996)... Lão Nhị
- Đừng nói xa nhau (1997)... Tư Cao

Băng đĩa
- Xập xám chướng (Sóng Nhạc)... Xìn Xúc Xích
- Ái tình lẫm cẫm
- Đắc Kỷ ho gà
- Gia đình bác Tám: Năm vua hề hỏi vợ
- Chuyện con cò (Đại Dương Xanh)
- Mùi đời (Fafilm)
- Cái khổ của người đa thê
- Chàng ngốc học làm khôn
- Hai Nhái khoái... (Làng Văn)... Hai Nhái
- Danh hài hội ngộ

Ca khúc
- Khúc ca chiến thắng
- Đêm biên cương (Thanh Giảng - Tùng Lâm)
- Hận rừng hoang (Tùng Lâm - Hoàng Mộc Linh)
- Dưới ánh trăng rừng (Lê Duyên - Tùng Lâm)
- Hò cấy lúa (Thanh Giảng - Tùng Lâm)
- Xập xám chướng
- Quán chiều năm cũ (Lâm Hoài Thanh)
- Tiền 2 (Tử Tâm - Lâm Hoài Thanh)

### Tư liệu
- Diễn hài trước và sau 1975
- Sinh bình Hề Lùn Tùng Lâm
- Danh hài Tùng Lâm bật khóc khi tái ngộ NSND Kim Cương

## Thông tin thêm
| Thất hài đế |
| --- |
| Hoàng Mai \| Khả Năng \| Thanh Việt \| Tùng Lâm \| Thanh Hoài \| Phi Thoàn \| Văn Chung \| Văn Hường \| La Thoại Tân \| Xuân Phát |